# كليبر أنطونيو دي أوليفيرا
كليبر أنطونيو دي أوليفيرا (بالبرتغالية: Cléber António Oliveira‏) (9 يوليو 1983 في البرازيل - ) هو لاعب كرة قدم برازيلي في مركز الدفاع. لعب مع غوانغجو إفرغراند تاوباو ونادي سيارا وناسيونال ماديرا ونادي إيتوانو ونادي ساو كارلوس وGrêmio Esportivo Sãocarlense ‏ وأونياو ساو جواو ‏ ونادي ميراسول ونادي ساو بينتو الرياضي وأمريكا دي ناتال ‏ وأتلتيكا  كالدينسي ‏ وEsporte Clube Água Santa ‏.

## وصلات خارجية
- كليبر أنطونيو دي أوليفيرا على موقع قاعدة بيانات كرة القدم.إي يو (الإنجليزية)
- كليبر أنطونيو دي أوليفيرا على موقع عالم كرة القدم.نت (الإنجليزية)